# Paul Caujolle (rugby à XIII)
Pas d'image ? Cliquez ici

a Compétitions nationales et continentales officielles uniquement.

b Matchs officiels uniquement.
Paul Caujolle, né le 7 février 1933 à Saint-Girons et mort le 31 août 2008 à Saint-Lizier, est un joueur de rugby à XIII international français évoluant au poste de talonneur dans les années 1950 et 1960.

## Biographie
Il dispute le Championnat de France sous le maillot du RC Saint-Gaudinois. Fort de ses performances en club, il côtoie l'équipe de France et compte une sélection officielle obtenue le 11 avril 1956 affrontant l'Angleterre composant la première ligne de la sélection avec Gabriel Berthomieu et Jacques Fabre.

## Carrière sportive

### Palmarès
- Collectif : 
  - Finaliste du Championnat de France : 1963 (Saint-Gaudens).

### Détails en sélection
| 1. | 11 avril 1956 | Grande-Bretagne | 10-18 | Test-match | Talonneur | - | - | - | - |